# Pilatus P-2
Pilatus P-2 – szwajcarski samolot treningowy firmy Pilatus Aircraft, zbudowany na potrzeby szwajcarskich sił powietrznych. Pierwszy lot odbył się 27 kwietnia 1945 roku.
Używany głównie jako maszyna szkoleniowa, czasami służył także jako myśliwiec. Co kilka lat producent wprowadzał były drobne zmiany w konstrukcji maszyny, m.in. zmieniano moc silnika. Był to pierwszy samolot wyprodukowany przez Pilatus Aircraft. Samoloty Pilatus P-2 latały tylko w szwajcarskich siłach powietrznych.